# 원자력 추진

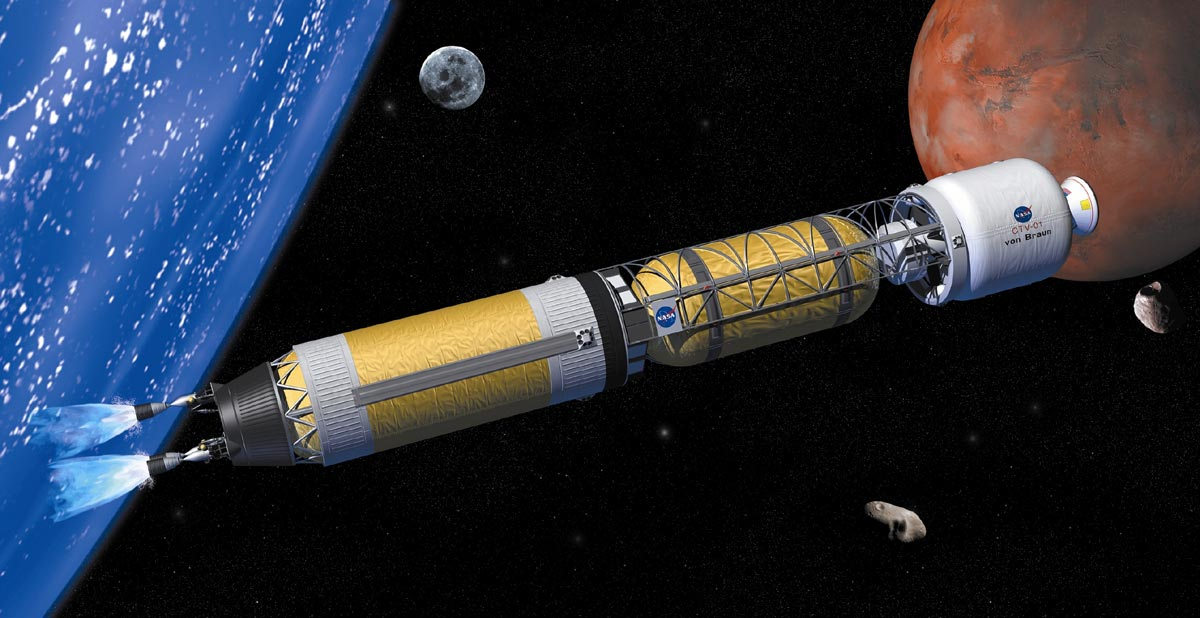
바이모달 핵열 로켓(Bimodal Nuclear Thermal Rocket)

원자력 추진(原子力推進, nuclear propulsion)은 핵분열을 주 전원(電源)으로 이용하는 형태의 추진 방식이다.

## 선박과 잠수함
많은 수의 군용 잠수함, 항공모함들이 원자로를 그 추진원으로 쓰고 있고, 원유 가격 상승과 배기가스 때문에 일반 선박, 특히 쇄빙선에서 원자로를 그 추진원으로 사용한다.

## 자동차
라듐을 이용하는 원자력 자동차에 관한 아이디어는 1903년으로 거슬러 올라간다. 1937년에 나온 컨셉을 되짚어보면, 운전자에게 투사되는 방사선을 막기 위해 50톤의 납이 필요하다.
1941년 칼텍의 R.M.Langer박사는 Popular Mechanics지 1월판에서 우라늄235를 동력원으로 자동차를 움직이는 아이디어를 지지했다. Stout Scarab의 디자이너이자 Society of Engineers의 전 회장인 William Bushnell Stout는 1945년 8월 7일 뉴욕타임즈에서 Langer박사를 따라 그 아이디어를 지지했다. 그러나 방사선 차폐 문제 때문에 이 아이디어는 실현되기 어려웠다. 1945년 12월, 런던의 John Wilson은 그가 원자력 자동차를 만들어냈다고 발표하여 많은 관심을 이끌었다. Fuel and Power부 장관은 많은 언론인들과 함께 그를 방문했다. 그러나 Wilson은 그들에게 자동차를 보여주지 못하고 파괴되었다고 주장했다. 그 이후 법원은 그가 사기를 쳤고, 원자력 자동차는 없었다는 사실을 밝혔다.
차폐문제에도 불구하고 1940년대와 1950년대 초반을 통틀어 원자력 자동차에 대한 토론은 계속되었다. 원자력 기반 잠수함과 배의 개발과 원자력 비행기 개발 실험 덕분에 원자력 자동차에 대한 관심도 지속될 수 있었다. 1950년대 중반 러시아 언론은 V.P.Romadin교수가 원자력 자동차를 만들었다고 보도했지만 다시 차폐가 문제가 되었다. 그러나 그의 연구실에서 방사선을 흡수하는 합금으로 차폐문제를 풀었다는 주장도 있었다.
1958년 원자력 자동차에 대한 논의는 재부상되었다. 미국의 en:Nuclear_propulsion Ford Nucleaon, en:Packard#Astral Studebaker Packard Astral과 프랑스의 en:Simca#Fulgur Simca Fulgur와 [[:en:Arbel_(automobile) Arbel Symetric]가 컨셉트카로 제시되었다. 크라이슬러의 엔지니어 C.R.Lewis는 1957년 1,400kg의 자동차를 위해서는 36,000kg의 엔진이 필요하다는 것을 계산해내고 원자력 자동차를 포기했다. 그럼에도 불구하고 크라이슬러의 스타일리스트는 1958년 몇가지 가능한 디자인을 선보였다. 라고 불리는 모델을 출품했다.
1959년 Goodyear Tire and Rubber Company가 가벼우며 방사선을 흡수하는 고무를 새로 개발하여 무거운 차폐제의 문제를 해결할 수 있도록 했다. 이 사실을 전한 이는 그 고무물질이 원자력 자동차와 비행기를 실현시킬 수 있다고 생각했다.
포드사는 1962년 en:Seattle_World's_Fair 시애틀 국제 박람회에서 Ford Seattle-ite XXI라는 컨셉트카를 제시했다.
. 하지만 이 또한 초기 컨셉트카 이상으로는 나아가지 못했다.
2009년 Loren Kulesus는 토륨을 전원으로 움직이는 캐딜락 컨셉트카의 디자인을 제안했다. 토륨 자동차는 코네티컷에 있는 작은 회사 Laser Power Systems가 개발중에 있다(2011). 하지만 상용화까지는 긴 시일이 걸릴 것이다.